# Kerkstraat 19 (Soest)
De boerderij Kerkstraat 19 is een gemeentelijk monument in de Kerkebuurt van Soest in de provincie Utrecht.
De langhuisboerderij die aan het end van een lange oprit staat, werd rond 1875 gebouwd.
In 1977 kreeg het een woonbestemming, de hoofdvorm bleef daarbij behouden. De zijgevels zijn ingrijpend veranderd. De hooi- en wagenschuur werden vergroot. Het bakhuis, dat links van de boerderij staat, kreeg nieuwe vensters en een deur. Het pannendak van de schapenboet werd vervangen door een rieten dak. Het huis heeft een achteruitgang naar de Ferdinand Huycklaan. Vier vensters met roedenverdeling en luiken zorgen met de twee kleine vensters op de verdieping voor een symmetrische voorgevel.